# Народно позориште (албум)
Народно позориште је деби албум српске рок супергрупе Фамилија, објављен 1995. године.

## Позадина
Албум је настао као резултат сарадње чланова бендова У Шкрипцу и Кошаве, Александра „Васе“ Васиљевића (гитара) и Александра „Луке“ Лукића (гитара) са бившим члановима Вампира Дејаном „Пејом“ Пејовићем (вокал), Дејаном „Деxи“ Петровићем ( вокал) и бубњар Горан „Геџа“ Реџепи, како би свирали другачију музику од оне коју свирају у њиховим бендовима.
Албум је снимљен у студију Мјузик Фектори осим уводне нумере ("Балтазар") која је снимљена у Студију "О" у Београду . Рефрен ове нумере односио се на цртани серијал Професор Балтазар , који је био веома популаран у СФРЈ током 1970-их. Песма "Тајна Нина" садржи текст песме Битлса " Јелоу Сабмарин ".

## Чланови
- Александар "Лука" Лукић (бас гитара)

- Александар "Васа" Васиљевић (гитара, вокал)

- Дејан "Пеја" Пејовић (вокал, тамбурица)

- Дејан "Деки" Петровић (вокал)
- Ратко "Рале" Љубичић (бубњеви)
- Горан "Геџа" Реџепи (перкусије)

## Листа песама
1. "Балтазар"  (Александар Лукић, Дејан Петровић)
2. "Трајна Нина"  (Александар Васиљевић)
3. "Није ми ништа"  (Дејан Пејовић)
4. "Бееп" (Фамилија)
5. "Рингишпил" (Дејан Пејовић)
6. "Што ја волим тај секс"  (Александар Лукић)
7. "Љубавна (ова песма не)"  (Александар Васиљевић)
8. "Доста"  (Александар Васиљевић)
9. "Сат"  (Дејан Пејовић)
10. "Мала, мала"  (Дејан Пејовић)
11. "Црно бело шарено"  (Дејан Пејовић)